# Garth Brooks

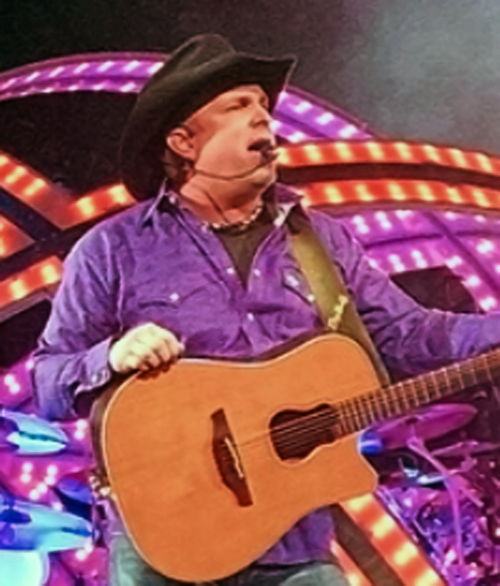
Garth Brooks uppträder i februari 2015

Garth Brooks, född 7 februari 1962 i Tulsa, Oklahoma, är en amerikansk countrymusiker och låtskrivare. Brooks slog igenom i Nashville 1989 och hade sedan stora framgångar under 90-talet. Han har sålt över 128 miljoner skivor och räknas som en av de största countrystjärnorna genom tiderna. Han är gift med countrysångerskan Trisha Yearwood sedan 10 december 2005 och har döttrarna Taylor, August och Allie från sitt äktenskap med Sandy Mahl.

## Diskografi
Studioalbum
- 1989 – Garth Brooks
- 1990 – No Fences
- 1991 – Ropin' the Wind
- 1992 – The Chase
- 1992 – Beyond the Season
- 1993 – In Pieces
- 1995 – Fresh Horses
- 1997 – Sevens
- 1999 – Garth Brooks in...the Life of Chris Gaines
- 1999 – Garth Brooks and the Magic of Christmas
- 2001 – Scarecrow
- 2005 – The Lost Sessions
- 2014 – Man Against Machine
- 2016 – Christmas Together (med Trisha Yearwood)
- 2016 – Gunslinger

Singlar (# 1 Hits på Billboard Hot Country Songs)
- 1989 – "If Tomorrow Never Comes"
- 1990 – "The Dance"
- 1990 – "Friends in Low Places"
- 1990 – "Unanswered Prayers"
- 1991 – "Two of a Kind, Workin' on a Full House"
- 1991 – "The Thunder Rolls"
- 1991 – "Shameless"
- 1991 – "What She's Doing Now"
- 1992 – "The River"
- 1992 – "Somewhere Other Than the Night"
- 1993 – "That Summer"
- 1993 – "Ain't Goin' Down ('Til the Sun Comes Up)"
- 1993 – "American Honky-Tonk Bar Association"
- 1995 – "She's Every Woman"
- 1995 – "The Beaches of Cheyenne"
- 1997 – "Longneck Bottle"
- 1998 – "Two Piña Coladas"
- 1998 – "To Make You Feel My Love"
- 2007 – "More Than a Memory"

## Utmärkelser
- Country Music Association Award för årets underhållare,  1991
- American Music Award för bästa countrysingel, för If Tomorrow Never Comes,  1991
- American Music Award för bästa manliga countrysångframträdande, för Ropin' the Wind,  1991
- Country Music Association Award för årets underhållare,  1992
- Juno Award för årets internationella underhållare,  1992
- American Music Award för manlig countryartist,  1992
- American Music Award för bästa countrysingel, för The Thunder Rolls,  1992
- American Music Award för countryalbum, för No Fences,  1992
- American Music Award för manlig countryartist,  1993
- American Music Award för manlig countryartist,  1994
- American Music Award för manlig countryartist,  1995
- American Music Award för årets artist,  1996
- American Music Award för countryalbum, för The Hits,  1996
- American Music Award för manlig countryartist,  1996
- American Music Award för manlig countryartist,  1997
- Grammy Award för bästa countrysamarbete med sång,  1997
- Country Music Association Award för årets underhållare,  1997
- Grammy Award för bästa countrysamarbete med sång,  1997
- Country Music Association Award för årets underhållare,  1998
- American Music Award för countryalbum, för Sevens,  1999
- American Music Award för manlig countryartist,  1999
- American Music Award för countryalbum, för Double Live,  2000
- American Music Award för manlig countryartist,  2000
- American Music Award of Merit,  2002
- Gershwin Prize,  2020[2]
- Kennedy Center Honors,  2020[3]
- Stjärna på Hollywood Walk of Fame

[Redigera Wikidata]